# موسرخه
موسُرخه یک فیلم سینمایی به کارگردانی عبدالله غیابی و نویسندگی علیرضا داوودنژاد در سال ۱۳۵۳ است.

## خلاصه داستان
نیر (ایرن زازیانس) پس از قتل زنی زمین‌های شعبان (عبدالله بوتیمار) را تصاحب کرده و شعبان را به عنوان قاتل روانهٔ زندان کرده‌است. او در زمین‌های شعبان خانهٔ عمومی ساخته و جوانی موسوم به موسرخه (ایرج قادری) از او حمایت می‌کند. شعبان پس از این که با نیر درگیر می‌شود توسط عوامل او به قتل می‌رسد. حبیب (مرتضی احمدی)، که قهوه چی است، دختری به نام آهو (فرزانه داوری) را می‌رباید تا به نیر بسپارد. سهراب (شاهین)، برادر آهو، و پدرش (یوسف رجبی) در جستجوی آهو وارد بندرعباس می‌شوند. موسرخه به آهو دل می‌بازد و بر سر او با نیر درگیر می‌شود. نیر به عواملش می‌سپارد تا موسرخه را به قتل برسانند. از یک طرف سهراب و پدرش و از طرف دیگر حسن تبعیدی (علی آزاد) نیز با موسرخه درگیر می‌شوند، و خود موسرخه نیز بر اثر سوء تفاهمی با دوستش علی (مرتضی عقیلی) درمی‌افتد. موسرخه، نیر را به قتل می‌رساند و علی به دست حسن تبعیدی از پا درمی آید. موسرخه و آهو به کمک ناخدای لنجی به آن سوی آب می‌گریزند، و وقتی سهراب و پدرش اطمینان می‌یابند که نیت موسرخه خیر است، و برای سعادت آهو تلاش می‌کند از تعقیب او خودداری می‌کنند.